# Sukunka Falls Provincial Park
Der Sukunka Falls Provincial Park ist ein 3,6 km² großer Provincial Park in der kanadischen Provinz British Columbia. Das Schutzgebiet wurde am 30. Juli 1981 eingerichtet und gehört zur Gruppe der kleineren der Provinzparks in British Columbia.
Bei dem Park handelt es sich um ein IUCN-Schutzgebiet der Kategorie III (Naturdenkmal).

## Lage
Der Sukunka Falls Provincial Park befindet sich in den Hart Ranges, einem Teil der kanadischen Rocky Mountains, und am westlichen Rand des Tumbler Ridge UNESCO Global Geoparks. Der Provinzpark liegt am Sukunka River an der Einmündung des Burnt River und oberhalb dieser. Das Gebiet liegt in Höhen zwischen 630 m und 710 m.

## Zugang
Die Sukunka Forest Service Road führt vom Highway 29 über eine Strecke von 21 km zum Sukunka Falls Provincial Park und weiter zum nahe gelegenen Hole-in-the-Wall Provincial Park. Von den in der näheren Umgebung gelegenen Orten Chetwynd und Tumbler Ridge sind es 44 bzw. 88 km Fahrtstrecke zum Park.

## Flora und Fauna
Das Ökosystem von British Columbia wird mit dem Biogeoclimatic Ecological Classification (BEC) Zoning System in verschiedene biogeoklimatischen Zonen eingeteilt. Biogeoklimatische Zonen zeichnen sich durch ein grundsätzlich identisches oder sehr ähnliches Klima sowie gleiche oder sehr ähnliche biologische und geologische Voraussetzungen aus. Daraus resultiert in den jeweiligen Zonen dann auch ein sehr ähnlicher Bestand an Pflanzen und Tieren. Innerhalb dieser Systematik wird das Parkgebiet der Boreal White and Black Spruce Zone zugeordnet.

## Attraktion
Die Attraktion des Schutzgebietes bildet ein etwa 4,5 km langer Flussabschnitt des Sukunka River, in welchem er 50 m fällt. Auf dieser Strecke überwindet der Fluss an drei Stellen Gesteinsschichten in Form von Wasserfällen und Stromschnellen. Entlang der Straße gibt es Aussichtspunkte, von denen man aus diese überblicken kann.

## Infrastruktur und Aktivitäten
Der Park bietet kaum Infrastruktur. Wilderness Camping ist erlaubt. Mit der entsprechenden Angellizenz können in den Gewässern im Park Arktische Äschen, Stierforellen, Prosopium williamsoni (mountain whitefish) und Regenbogenforellen gefangen werden. Unterhalb der Wasserfälle ist der Fluss für Kanus befahrbar.